# Baie de Cardigan
Pour les articles homonymes, voir Cardigan (homonymie).
La baie de Cardigan (en gallois : Bae Ceredigion, et en anglais : Cardigan Bay), est une baie de la mer d'Irlande et grande  baie sur la côte ouest du pays de Galles qui s'étend de pointe de la péninsule de Llŷn au cap de St David's (Pembrokeshire), longeant la côte sud du Gwynedd et celle du Ceredigion.

## Forêt antique de Borth
À l’âge du bronze, ce territoire était couvert d’une immense forêt qui s'avançait à l’ouest sur 30 kilomètres. Elle a pu dépendre du royaume légendaire de Cantre’r Gwaelod. Il y poussait des pins, des aulnes, des chênes et des bouleaux, dont des traces ont été révélées en 2014 par des tempêtes.

## Conservation
Une zone spéciale de conservation, comprenant Cardigan Bay a été mise en place, pour préserver les espèces qui peuplent la baie. Parmi les espèces, on peut noter une population de grands dauphins importante.

## Ressources pétrolières et gazières
La baie de Cardigan est le prolongement britannique du nord de la Mer celtique, qui possède deux gisements de gaz en exploitation. Le bassin comprend un graben de pendage sud-est, s'inclinant sous le littoral gallois, mais avec une structure interne plus composite en direction du sud-ouest. Les sédiments permiens à triasiques de ce bassin font moins de 3 000 m d'épaisseur et sont recouverts par 4 000 m de strates du Jurassique, et, au moins localement, par 2 000 m de sédiments fluvio-deltaïques du Paléogène. C'est un champ pétrolifère possédant des poches de gaz potentiellement exploitables au gisement de Dragon non loin de la ligne de partage des eaux UK/ROI, et on a détecté du pétrole dans trois autres puits. Plusieurs poches de pétrole sont accessibles : le Trias Inférieur (grès de Sherwood), les grès marins superficiels et les craies du Jurassique moyen (Grand Oolite), et enfin le grès fluvial du Jurassique Supérieur, qui est le gisement de Dragon proprement dit.
Les roches promettant le plus d'hydrocarbures sont les mudstones marines du Jurassique inférieur. Elles se prêtent à l'extraction de pétrole à l'ouest du secteur britannique, et à l'extraction de gaz côté irlandais. Les fonds de la baie de Cardigan ont subi deux phases de plissage entraînant leur surrection au Tertiaire, après avoir été profondément enfouies au plus tard à la fin du Crétacé, ce qui a permis la formation primaire des hydrocarbures. Malgré sa structuration Tertiaire, le gisement du Dragon a montré que des volumes d'hydrocarbures intéressants devaient avoir été piégés au moins localement dans la Baie de Cardigan. En outre, ce bassin présente des caractéristiques favorables au piégeage stratigraphique d'hydrocarbures près des synclinaux sédimentaires, surtout dans les strates du Jurassique moyen,.

Baie de Cardigan.

## Iles de la baie
- Île de Bardsey, en Gynedd
- Îles Saint-Tudwal, en Gwynedd
- Ynys Aberteifi, en Ceredigion